# La Gazette du Centre Morbihan
La Gazette du Centre Morbihan est un hebdomadaire local français de Bretagne dont le siège est situé à Locminé dans le Morbihan.

La zone de diffusion du périodique est localisée sur les cantons de Locminé, Saint-Jean-Brévelay, Grand-Champ, Rohan, Baud et Pluvigner.